# Bò Watusi

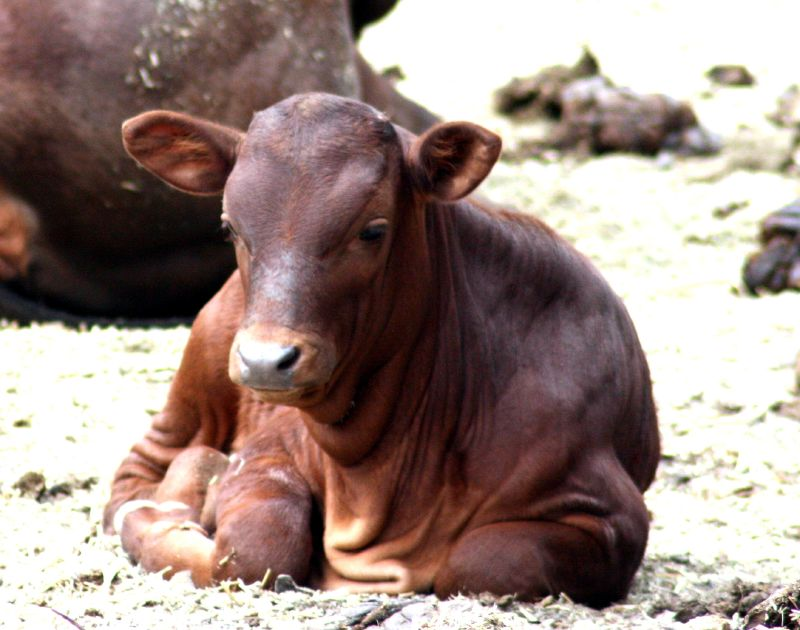
Một con bê Watusi

Bò Watusi hay còn gọi là bò Ankole sừng dài hay còn gọi là bò Ankole-Watusi là một giống bò nhà có nguồn gốc từ châu Phi. Chúng là giống bò có vai trò quan trọng đối với một số bộ tộc ở châu Phi trong cuộc sống hàng ngày cũng như trong văn hóa bản địa.

## Đặc trưng
Bò Watusi nổi bật với cặp sừng khổng lồ, những con bò trưởng thành có thể cao tới hơn 2,4 m và có giá tới 500 USD/con. Chúng thường sử dụng sừng làm vũ khí tấn công hoặc phòng vệ. Một con bò Ankole-Watusi trưởng thành có thể nặng từ 410 tới 730 kg. Chúng sở hữu cặp sừng ấn tượng hơn cả những con linh dương hoang dã, được dùng để phòng thủ, đồng thời cũng giúp chúng bình tĩnh hơn. Giống bò hiếm này có hình dáng quái dị, độc đáo. Một chú bò Ankole-Watusi đến từ châu Phi phải vất vả giữ thăng bằng khi di chuyển bởi cặp sừng quá khổ gắn trên đầu.
Ở nhóm trâu-bò, hiện tượng cũng như sừng nai nhưng sừng của loài này không rụng vì có điểm khác biệt với loài nai có lớp tế bào mới mọc trên lớp tế bào cũ. Trái lại ở trâu-bò, các tế bào sừng độc lập và mọc vĩnh viễn trên một mắc cá của xương trán. Ngoài ra sừng của chúng cũng không phải là lớp tế bào chết như ở loài hươu-nai mà là một kho tích trữ Calcium cho cơ thể. Do đó nó luôn thay đổi tuỳ theo trọng lượng của trâu-bò nhất là ở giống cái (trừ loài tuần lộc), dùng lượng tích trữ calcium tại sừng để chế tạo sữa nuôi con và phôi bào khi có bầu.

## Với con người
Đối với bộ tộc Mundari ở Nam Sudan, đàn bò giống Ankole-Watusi, là tài sản lớn nhất và họ sẵn sàng loại trừ các hiểm họa nào đe dọa tới chúng, thậm chí là hy sinh cả tính mạng. Tất cả những gì người Mundari muốn làm chỉ là chăm sóc cho đàn gia súc của họ và họ sẽ bảo vệ chúng bằng bất cứ giá nào. Cả cuộc đời của họ dường như chỉ để cống hiến cho việc chăm sóc đàn bò Ankole-Watusi. Những con bò này là tất cả đối với họ. Bò Ankole-Watusi được vinh dự biết đến như là gia súc của những vị vua. Người Mundari xem chúng như là tài sản quý giá nhất của mình và sẵn sàng trang bị vũ khí để bảo vệ chúng. Súng của họ không phải để giết người, mà chỉ để bảo vệ đàn bò. Những con bò Ankole-Watusi trở nên đắt giá hơn nhưng những đợt tấn công nhằm vào đàn bò cũng phổ biến hơn.
Mỗi con bò Ankole-Watusi được quý trọng đến nỗi rất hiếm khi người Mundari giết thịt chúng. Sữa là một trong những lợi ích lớn mà đàn bò Ankole-Watusi mang lại cho bộ tộc. Với những lợi ích mà bò Ankole-Watusi mang lại, chúng không chỉ được xem là một tủ chứa thức ăn di động, một phương thuốc mà còn là của hồi môn đối với tộc Mundari. Đàn bò là nguồn cung dinh dưỡng chủ yếu của cả bộ tộc. Thực tế, tộc Mundari coi bò Ankole-Watusi là những người bạn thân thiết của mình. Không chỉ bảo vệ đàn bò, họ thậm chí còn ngủ cùng chúng, đàn ông gội đầu bằng nước tiểu của bò Ankole-Watusi. Thứ nước này vừa có tác dụng khử trùng lại vừa có thể nhuộm vàng tóc.
Người dân thường lùa đàn bò của mình vượt sông Nile để sang một hòn đảo khác ăn cỏ trong vài tháng. Việc tìm đồng cỏ cho đàn bò là một vấn đề lớn đối với tộc Mundari,phân bò được gom lại thành những đống cao để đốt. Phần tro sau đó được sử dụng như một chất khử trùng và kem chống nắng cho người dân dưới cái nóng 46 độ C. Phụ nữ Mundari cũng thường dùng tàn tro của phân bò để bôi lên mặt, vừa để khử trùng lại vừa để bảo vệ da khỏi côn trùng. Bò Ankole-Watusi là một trong những loài động vật được nuông chiều nhất, người dân Mundari thường mát xa cho chúng hai lần mỗi ngày. Bò Ankole-Watusi được xem là một dạng tiền tệ, một biểu tượng cho địa vị và là của hồi môn của một gia đình. 